# 巴尔干新闻公司
巴尔干新闻公司是保加利亚的一个传媒公司，主要经营bTV以及在保加利亚转播福克斯国际频道。此公司早前由新闻集团所有，2010年4月被中欧传媒（CME）收购。CME拥有两个在保加利亚的电视频道PRO.BG和RING.BG。